# Корона Пехлеви

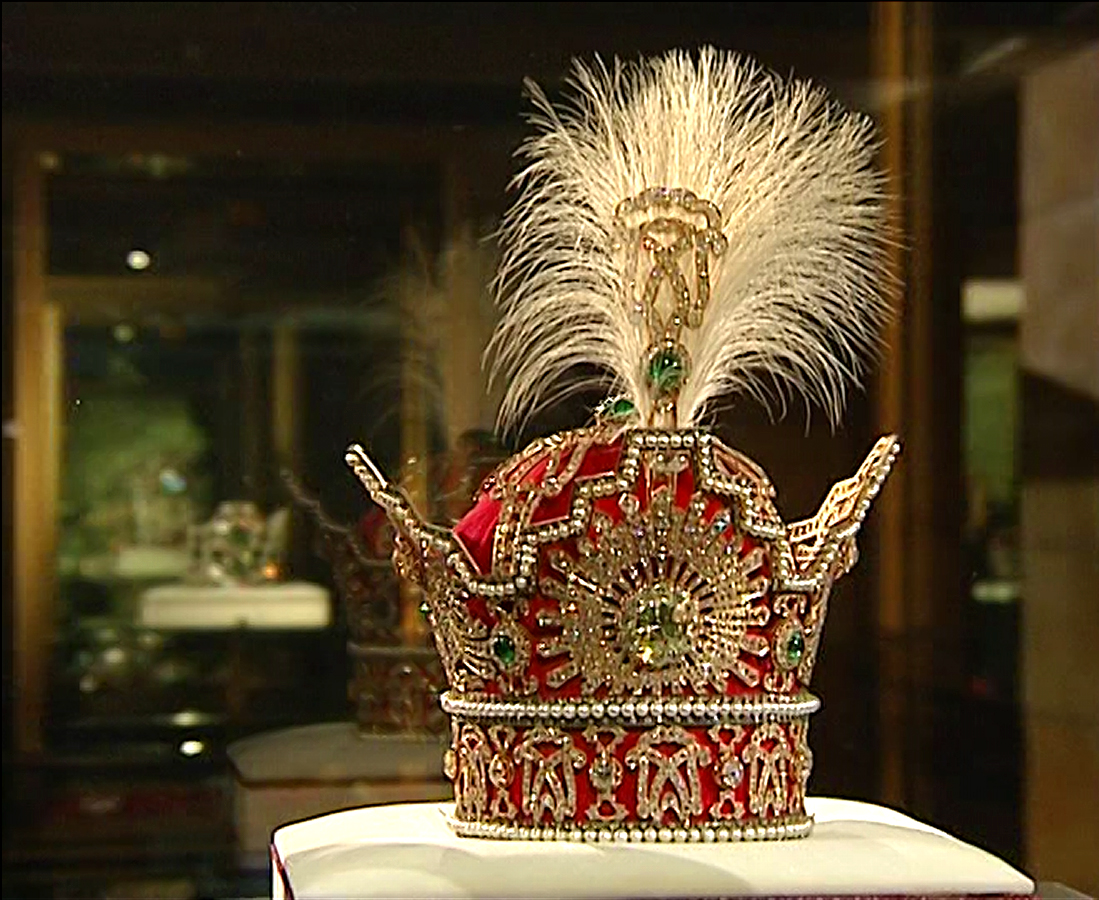
Корона Пехлеви

Корона Пехлеви — коронационный венец шахиншаха Ирана, входящий в число регалий монархов Ирана.

## История
С воцарением в 1925 году новой правящей династии Пехлеви, шахиншах Реза Пехлеви повелел изготовить новую корону, взамен короны Киани, которую на протяжении долгого времени использовали шахи династии Каджаров.
Эта задача была возложена на иранских ювелиров во главе с Хаджой Сираджеддином.
Корона была изготовлена в традиционном стиле династии Сассанидов с использованием большого количества бриллиантов, жемчуга, изумрудов и сапфиров, хранившихся до этого в шахской сокровищнице.
Корона Пехлеви была применена в коронации двух представителей династии Пехлеви: в 1925 году шаха Реза Пехлеви и в 1967 году шаха Мухаммеда Реза Пехлеви.
После исламской революции 1979 года корона Пехлеви в числе других коронационных драгоценностей была помещена на хранение в Национальную сокровищницу Центрального Банка Ирана.

## Описание
Корона Пехлеви изготовлена из золота и серебра, представляет собой металлический остов, инструктированный драгоценными камнями и помещённый поверх шапки красного бархата. Высота короны — 29,8 см. (без учёта плюмажа), диаметр — 19,8 см. Общий вес короны составляет 2,08 кг. Венец состоит из четырёх многоступенчатых гребней, основным элементом которых является многолучевое, инструктированное бриллиантами солнце. В центре солнца, расположенного в переднем гребне, укреплён крупный бриллиант жёлтого цвета весом в 60 карат. В центре солнца, расположенного в заднем гребне, укреплён крупный сапфир. Количество закреплённых в короне бриллиантов составляет 3380, их суммарный вес — 1144 карат. По окружности короны, в три ряда, размещены 369 равновеликих жемчужин — ряды по нижнему и верхнему краю, и ряд, отделяющий диадему-основание от гребней. Также в корону инструктировано 5 изумрудов, самый крупный из которых весом 100 карат. Сверху корону замыкают четыре орнаментальные полудуги.
Сверху, к переднему гребню короны, крепится бриллиантовый орнаментальный эгрет с крупным изумрудом в основании. С помощью эгрета к короне крепится перо белой цапли.

## В геральдике

Условно-геральдическое изображение короны Пехлеви используется в государственной эмблеме Ирана, шахских монограммах, а также на высших государственных наградах.